# Alfred de Rothschild

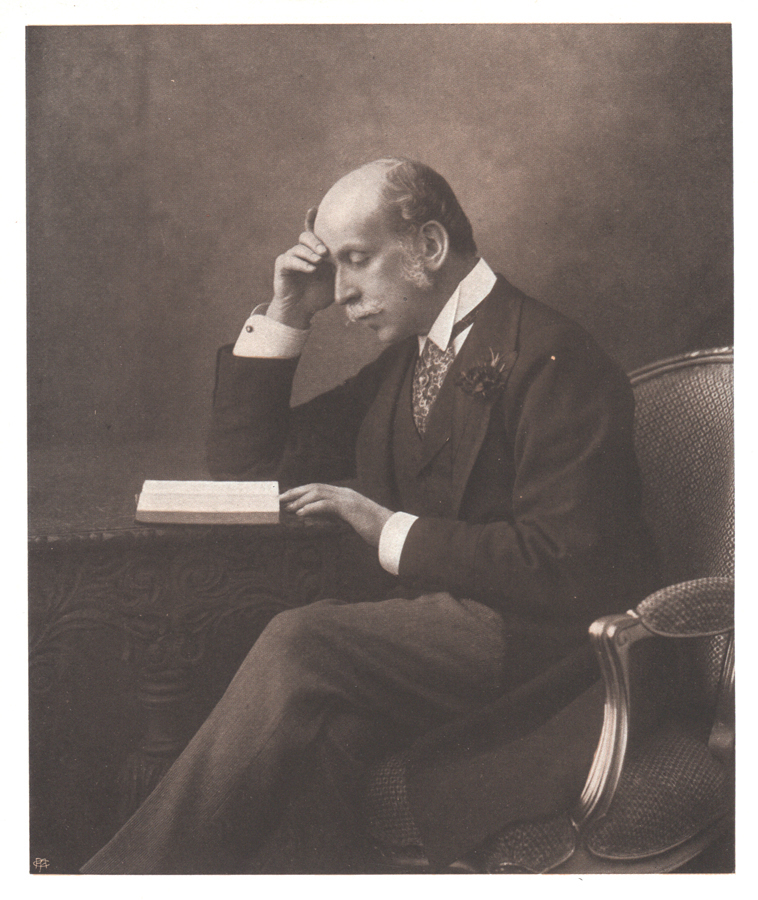
Alfred de Rothschild

Alfred Charles Freiherr de Rothschild (* 20. Juli 1842 in London; † 31. Januar 1918 in England) war ein britischer Bankier und Kunstmäzen.

## Leben
Alfred war der zweite Sohn von Lionel Nathan Baron de Rothschild und Charlotte Freifrau von Rothschild aus der Familie Rothschild.
Zunächst besuchte Alfred die King’s College School in Wimbledon. Auf dem Trinity College in Cambridge studierte er zwei Semester Mathematik und befreundete sich mit dem Kronprinzen Albert Edward. Das Studium an der University of Cambridge brach er ab. 1863 trat er in Paris in das Unternehmen seines Vaters ein und erlernte das Bankgeschäft. Der Vater führte Alfred in europäische Bankkreise ein. Von 1868 bis 1889 war Alfred de Rothschild Direktor der Bank of England. 1892 vertrat er die britische Regierung auf der Internationalen Währungskonferenz in Brüssel.
Von 1889 bis 1890 war Alfred de Rothschild Sheriff des County of London.
Er wurde auf dem Jüdischen Friedhof von Willesden beigesetzt.

## Kunstsammler
Alfred de Rothschild spendete der Londoner National Gallery Geld für Ankäufe. Der Kunstmäzen war Kurator der Wallace Collection. Zudem galt Alfred von Rothschild als Philanthrop, der ein gastfreies Haus hielt: Auch zu dem Zweck ließ er 1880–1883 seine Residenz Halton House errichten.
- Charles Davis (1849–1918), John Thomson: A description of the works of art forming the collection of Alfred de Rothschild. London 1884 (online Bd. 1 – Internet Archive, online Bd. 2 – Internet Archive)

## Orden und Ehrenzeichen
- Vereinigtes Königreich: Commander des Royal Victorian Order (11. August 1902)
- Französische Republik: Ritter der Ehrenlegion
- Königreich Preußen: Königlicher Kronen-Orden, I. Klasse
- Österreich-Ungarn: Großkreuz des Franz-Joseph-Ordens